# Cyclodius ungulatus
Cyclodius ungulatus is een krabbensoort uit de familie van de Xanthidae. De wetenschappelijke naam van de soort werd in 1834 voor het eerst geldig gepubliceerd in door Henri Milne-Edwards.